# 윈링산맥

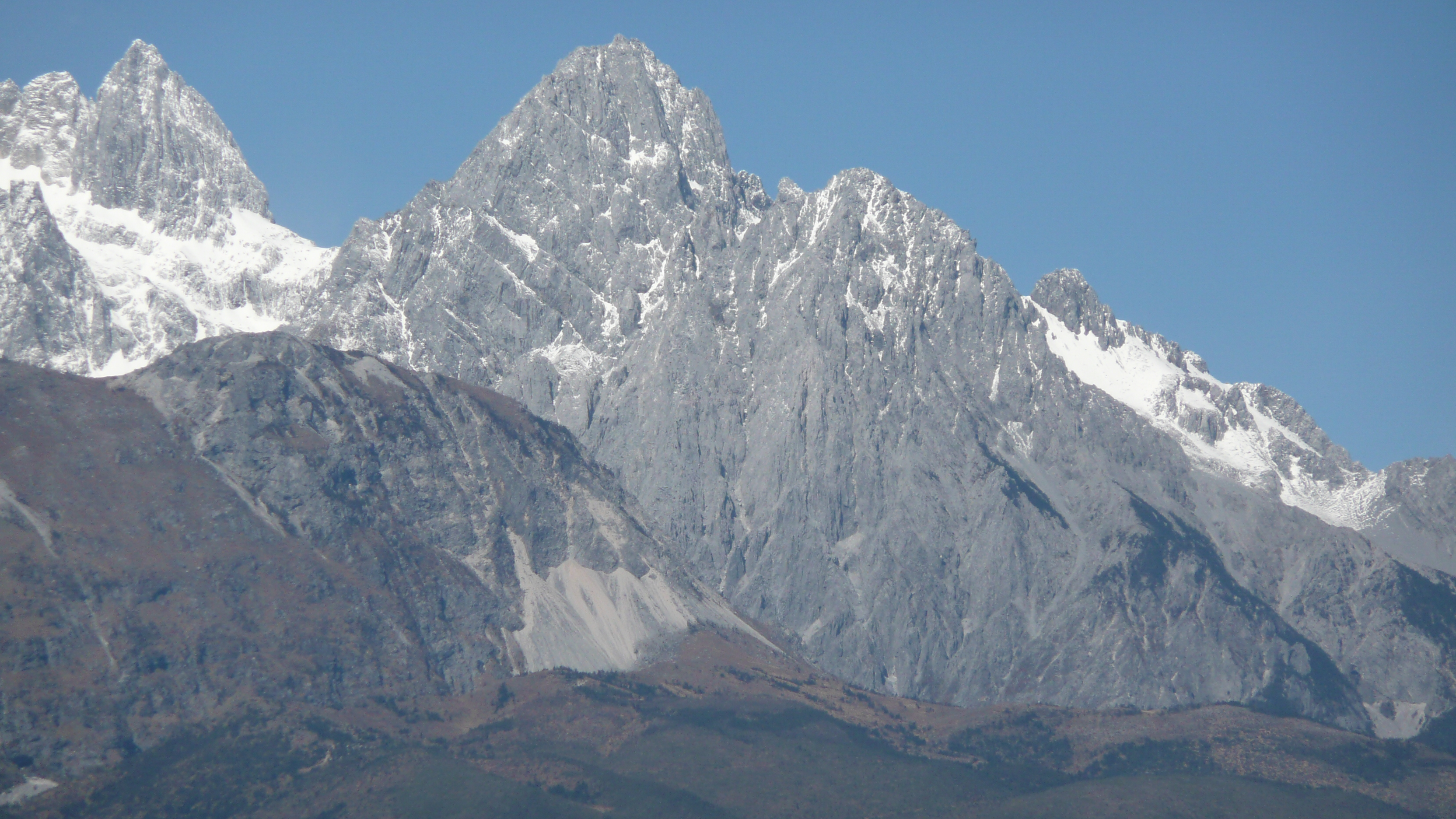

윈링산맥(운령, 중국어 간체자: 云岭, 정체자: 雲嶺, 병음: Yúnlǐng)은 중국 서남부를 가로지르는 산맥이다. 윈난(云南)은 윈링의 남쪽이라는 의미이다.